# Manhunt (film, 2008)
Pour les articles homonymes, voir Manhunt.
Pour plus de détails, voir Fiche technique et Distribution.
Manhunt (Rovdyr), est un film d'horreur norvégien écrit et réalisé par Patrik Syversen, sorti en 2008.

## Synopsis
En plein été 1974, quatre jeunes, Camilla, son petit ami Roger, Mia et Jørgen, partent pour un week-end de détente dans les bois. Ils s'arrêtent dans une auberge où ils rencontrent quelques habitants aux regards antipathiques et une jeune fille qui, terrorisée, leur demande de l'emmener avec eux. Ils acceptent. Ils repartent enfin en voiture, mais, en chemin, les jeunes sont attaqués par des hommes armés qui les assomment un par un. Ils se réveillent esseulés en plein cœur de la forêt et entendent le son d'un cor de chasse.

## Fiche technique
- Titre : Manhunt
- Titre original : Rovdyr
- Réalisation : Patrik Syversen
  - Premier assistant réalisateur : Knut Westad
  - Second assistant réalisateur : Mai Dehli
- Scénario : Patrik Syversen et Nini Bull Robsahm
- Production : Torleif Hauge
  - Production déléguée : Aamund Johannesen
  - Production exécutive : Kjetil Omberg et Gisle Tveito
- Société de production : Euforia Film, Fender Film, Walden Media coprod. & Studio Canal en France
- Distribution : Euforia Film
- Effets visuels : Kristin Hellebust
- Photographie : Håvard Andre Byrkjeland
- Montage : Veslemøy B. Langvik
- Son : Stig Holte
- Musique : Simon Boswell
- Pays :  Norvège
- Langue : norvégien
- Format : Couleur — 2.35:1 • 35 mm — Dolby SR
- Genre : horreur, thriller
- Durée : 78 minutes (1h 18)
- Dates de sortie :
  -  Norvège : 4 janvier 2008
  -  Suisse : 8 août 2008
  -  France : 1er juillet 2009 (DVD)
- Film interdit aux moins de 16 ans lors de sa sortie en salle.

## Distribution
- Henriette Bruusgaard (V.F. : Ingrid Donnadieu) : Camilla
- Nini Bull Robsahm : Mia
- Jørn-Bjørn Fuller-Gee (V.F. : Benjamin Alazraki) : Jørgen
- Lasse Valdal (V.F. : Franck Monsigny) : Roger
- Helge Sveen : Un chasseur
- Jeppe Laursen : Un chasseur
- Erlend Vetleseter : Un chasseur
- Kristofer Hivju : L'homme du café

Sources et légende : Version française (V. F.) selon le carton de doublage

## Autour du film
- Le titre original, Rovdyr, se traduit en français Prédateurs.